# GSC5381-2436
GSC5381-2436 — хімічно пекулярна зоря спектрального класу B8, що має видиму зоряну величину в смузі V приблизно  9,9.

## Пекулярний хімічний вміст
Зоряна атмосфера GSC5381-2436 має підвищений вміст 
Hg
.